# Pterolophia armata
Pterolophia armata är en skalbaggsart som beskrevs av Charles Joseph Gahan 1894. Pterolophia armata ingår i släktet Pterolophia och familjen långhorningar.
Artens utbredningsområde är Myanmar. Inga underarter finns listade i Catalogue of Life.